# Весельчаки (фильм)
«Весельчаки» — российская трагикомедия режиссёра Феликса Михайлова о травести-артистах. Фильм позиционируется как «Нетрадиционная комедия» со слоганом «У каждого свои недостатки». В журналистской среде картину назвали первым отечественным фильмом об артистах травести-шоу. Премьера состоялась 13 октября 2009 года.
Фильм «Весельчаки» стал первым российским фильмом, выбранным для открытия программы Panorama Берлинского международного кинофестиваля.

## Сюжет
Действие происходит в конце 90-х. В центре фильма — нелёгкая судьба пяти мужчин, артистов травести-шоу. После распада их творческого коллектива они встречаются в ресторане, где по очереди дают интервью молодой журналистке, которая, увлёкшись их рассказами, забывает о цели[какой?] беседы. И выясняется, что у каждого — свой путь попадания в травести-шоу, у каждого свои цели в жизни и своя судьба.
Фильм заканчивается по пути на подмосковную дачу, в поле, где «весельчакам» попадается компания  пьянчуг, которые из гомофобных побуждений всех четверых и убивают. Сцена убийства не показана, что даёт надежду на открытый финал. В заключительном кадре все пятеро друзей появляются снова: навстречу воскресшей четвёрке идёт Роза в развевающемся белом платье, исполнителем жестокой казни которой стал малознакомый мужчина, пытавшийся таким образом избавиться от полученной в детстве психологической травмы.

## В ролях

### В главных ролях
- Вилле Хаапасало — Роза (Розолинда Штейн) / Роберт
- Даниил Козловский — Люся (Люся Мохнатая) / Дима
- Иван Николаев — Геля (Гертруда Московская) / Гена
- Павел Брюн — Лара (Лара Конти) / Алексей Викторович Гусев
- Алексей Климушкин — Фира (Феломена Безродная)
- Рената Литвинова — Евгения, жена Розы
- Ингеборга Дапкунайте — Марго, мать Гены
- Алёна Бабенко — Альветочка, журналистка издания «Городские вести»
- Евгения Добровольская — Валентина, мать Люси
- Мария Шалаева — Сашенька, дочь Розы
- Алексей Мохов — Пономарин
- Сергей Брюн — Алексей Гусев (Лара в молодости)
- Андрей Руденский — Гоша

### В ролях
- Наталья Иохвидова — Кипячова
- Вадим Колганов — Сарычев, комсомольский лидер
- Дмитрий Миллер — врач, друг Фиры
- Кирилл Нагиев — Ромка
- Николай Ефремов — Виталик
- Ульяна Добровская — Нюша
- Мария Остапенко — проводница
- Ирина Соколова — тётя Даша
- Виктор Цекало — Славка, сельский пьянчужка
- Юрий Салтыков — Лёнчик
- Дарья Калмыкова — Светка

## Съёмочная группа
- Автор сценария: Феликс Михайлов
- Режиссёр-постановщик: Феликс Михайлов
- Оператор-постановщик: Глеб Телешов
- Художник-постановщик: Нина Кобиашвили
- Оригинальная музыка: Андрей Данилко
- Продюсеры: Феликс Михайлов, Сергей Костыгин, Алексей Боков
- Художник по костюмам: Шура Тумашова
- Хореограф: Мигель

## История создания
Идея фильма родилась из записанных режиссёром фильма Феликсом Михайловым реальных историй артистов травести-шоу, с которыми он познакомился в ночном клубе. Путь от сценария до реализации занял десять лет — сценарий читали многие, однако тема фильма многих отпугивала, денег на фильм не давали.
«Весельчаки» стали дебютом в большом кино режиссёра-постановщика Феликса Михайлова, известного по работам на телевидении в проектах «Ледниковый период», «Цирк со звёздами», «По волнам моей памяти» и другим.
Когда практически весь фильм был готов и оказалось, что не хватает связующего звена, на съёмочной площадке появилась Алёна Бабенко, сыгравшая роль журналистки, которая по заданию редакции берёт интервью у актёров. Важные моменты в сценарии режиссёру подсказала Рената Литвинова.

## Портрет главных героев

### Люся
Люся — молодой и целеустремленный деревенский парень, уехавший из глубокой провинции покорять столицу. Когда Москва не оправдала его ожиданий, Люся решил уйти из шоу и вернуться домой к матери. Его коллеги по шоу устраивают прощальный концерт, и под утро прямо в женских образах вся пятерка сажает Люсю в поезд, устроив на вокзале импровизированное представление. Приехав в родную деревню, Люся понимает, что от его прежней жизни не осталось ничего. Первой на пути к дому ему попалась соседка, которая рассказала последние новости и предложила в случае чего переночевать у неё. Заподозрив неладное, Люся входит в дом и видит свою пьяную мать в компании собутыльников. Вечером Люся встречается с девушкой, которая до отъезда имела на него виды, но у них ничего не получилось. Девушка, узнав, что Люся стал артистом в Москве, бросается на него с поцелуями. Такой расклад событий не очень устраивает Люсю, и, проанализировав ситуацию, он понимает, что ничего не остается, кроме как совершить каминг-аут. В розовом костюме Люся устраивает мини-выступление, зрителями которого становятся местные деревенские старушки и гуси. Собрав вещи, Люся возвращается в Москву как раз тогда, когда остальные участники травести-шоу собрались дать интервью девушке-репортеру.

### Роза
Зрелый мужчина, по ходу фильма выясняющий отношения с бывшей женой и дочерью. Содержит клуб, в котором выступали остальные герои фильма. В герое Розы создатели фильма попытались показать положение мужчины-гомосексуала, у которого есть гетеросексуальная семья. Роза живёт на два фронта, пытаясь уделить должное внимание дочери, которая недовольна тем, что он тратит на неё мало времени, плохо одевается и выглядит как «ненормальный мужчина». Внешне общительная, постоянно окружённая людьми, Роза, в сущности, глубоко одинока, и одиночество это в конце концов его/её и погубит. Познакомившись в романтической обстановке с импозантным мужчиной, Роза покупается на иллюзию благородства, мастерски созданную новым знакомым, и опрометчиво уединяется с ним для продолжения знакомства, кончающегося смертью Розы от рук её нового знакомого, для которого это убийство — месть всему гомосексуальному человечеству за то, что в раннем детстве его изнасиловал маньяк-педофил.

### Геля
Молодой парень, сын известной московской портнихи, к которой за костюмами обращается весь столичный бомонд. Мать не в курсе про страсть сына переодеваться в женское платье, краситься и копировать женские манеры. Подростки, подозревая Гелю в этом пристрастии и склонности к гомосексуальности, всячески над ним подтрунивают, иногда избивают и делают гадости. Чаша терпения Гели переполняется, и он, переодевшись в девушку, отправляется в ночной клуб, где соблазняет молодого человека — главаря тех парней, которые портили ему жизнь. Наутро молодой человек решает похвалиться перед своими друзьями, какую симпатичную девушку он соблазнил, но те, зная подоплёку (увидев Гелю в постели и без женского платья), лишь смеются над ним. В конечном итоге Геля становится самым молодым участником травести-шоу и начинает регулярно выступать. Однажды в его гримёрку входит новая костюмерша, по иронии судьбы оказавшаяся его матерью. Они долго разговаривают, выясняя отношения, в итоге мать принимает Гелю таким, каким он есть.

### Фира
Один из старейших участников и душа шоу. Долгое время живёт со своим парнем в однополом браке. В финале фильма получает от него письмо, в котором тот признаётся, что принял решение уйти из дома, потому что Фира инфицирован ВИЧ. Получив глубокую душевную рану, Фира не показывает вида и продолжает путь на дачу, куда вся компания едет на выходные. Зайдя в супермаркет, весёлая четверка устраивает очередное экстравагантное шоу.

### Лара
Самый необычный травести из всех, который надевает женское платье только на сцене и нигде больше. Его история началась с того, что в студенческие годы Ларе пришлось выступить в роли цыганки, в которую его облачили организаторы концерта. Комсомольское руководство, наблюдавшее репетицию ансамбля, пришло от его выступления в негодовании, Лару даже вызвали на ковёр. Однако эта встреча закончилась не так, как предполагалось, продолжившись в квартире комсомольского начальника, который внезапно предстал перед Ларой в женском обличии. В итоге карьера начальника пошла крахом: внезапно с ним случился сердечный приступ, пришлось вызывать «скорую», которая и увезла его в больницу в женском платье.

## О фильме
- Режиссёрская трактовка мужчин, надевших женское платье:

…для некоторых мужчин — таких как мои персонажи — платье становится формой защиты от внешнего мира, на отношения с которым по тем или иным причинам не хватает сил. Тогда мужчина прячется за женский образ — так легче. В большинстве случаев это не связано с психическими нарушениями. Прежде всего, эти люди — артисты. Они всегда чуть в плюсе, в переборе. И у меня в фильме, если вы заметили, артисты слегка наигрывают. Даже когда облачаются в мужские костюмы. Мне было важно, чтобы актёры восприняли эту историю не как «клубничку», а как попытку рассказать о жизни в неожиданном ракурсе. И ни одного отказа я не получил.

- Актёр Даниил Козловский:

Очень хочется, чтобы нам и нашим персонажам зрители верили, но при этом все же понимали, что «Весельчаки» — не интимное признание авторов, а художественная провокация. Нахальная попытка вскрыть окружающую действительность отмычкой бурлеска и кабаре. Наши пристрастия в личной жизни тут совершенно ни при чём.

- Кинокритик Вита Рамм:

К сожалению, сценарист не стремился создать единую историю, и фильм рассыпается на мини-новеллы, в которых характеры и ситуации прописаны с различной степенью внятности. На мой слух для травести-шоу маловато и музыкальных номеров. Но стоит отметить работу композитора. Андрей Данилко (он же травести Верка Сердючка) чувствует, какими мелодиями можно подчеркнуть переживания каждого героя.

- Кинокритик Лидия Маслова:

Осуждать героев за тягу к «веселью» у авторов нет необходимости — они просто показывают, что в самом выборе, который сделали «весельчаки», уже заключено для них наказание: жизнь мотылька опасна тем, что тебя особенно легко прихлопнуть. С другой стороны, от того, чтобы выставлять подмосковных гомофобов, которые гонятся за героями с монтировками, законченным быдлом и жлобьем, «Весельчаки» тоже аккуратно уклоняются, балансируя на тонкой грани между отчетливо декларируемой gay-friendly позицией и общечеловеческой, никак не связанной с сексуальной ориентацией, толерантностью к любым странностям, из которых желание мужчины носить женское платье далеко не самая социально опасная и эстетически отталкивающая.

- Журналисты и критики отмечают пересечение темы фильма «Весельчаки» со знаменитыми фильмами, среди которых «Приключения Присциллы, королевы пустыни». При этом отмечается, что:

Ко всему набору классических тем, который присутствует в «Присцилле», — взаимоотношения с детьми, родителями, женами и возлюбленными — в русском варианте добавляются проблемы медицинского и криминального характера, но принципиальная разница скорее не в содержании, а в интонации. Там, где австралийская картина уходит в мелодраматического оттенка умиление, «Весельчаки», наоборот, набирают драматизма: Россия 2009 года все-таки более ханжеская и закомплексованная страна, чем Австралия 1994-го, и неудобства, которые испытывают австралийские drag queens в ходе своего путешествия по провинции, кажутся пустяками по сравнению с тем, на что постоянно рискуют напороться наши родимые трансвеститы. В итоге наши «Весельчаки» оказываются более женственными и в то же время более мужественными, чем иностранные, и иллюстрируют внеполовой месседж: чтобы носить женское платье в России, надо иметь под ним более крупные яйца, чем было бы достаточно в австралийской глубинке.

- Режиссёр о жанре фильма:

Я снимаю не попсовый блокбастер. Это и не комедия, несмотря на название «Весельчаки». Герои веселят публику, это их способ жизни, но в большей степени это история людей, которые когда-то свернули не на ту дорогу. Я знал тех, кто занимался этим, жил этим и был счастлив, но героев «Весельчаков» эта дорога приводит в тупик.

## Конкурсы и номинации
- «Весельчаки» были представлены на крупнейшем мероприятии кинобизнеса России, стран СНГ и Балтии — 78-м Российском международном кинорынке. Предпремьерный показ прошёл в Сочи 13 июня 2009 в киноконцертном зале «Жемчужина»[15].
- Премьера фильма состоялась13 октября 2009 года в кинотеатре «Кодак-Киномир», там же было организовано травести-шоу. Помещение кинотеатра украшали инсталляции из фильма — картонные копии главных героев в гриме и без[16][17].
- Фильм был номинирован на премию «Золотой дятел» за самые сомнительные достижения в области кино. Кроме «Весельчаков», в категорию «Не самый лучший художественный фильм года» попали картины «Возвращение мушкетёров, или Сокровища кардинала Мазарини» и «Самый лучший фильм 2».
- 11 февраля 2010 фильм открыл программу Panorama 60-го Берлинского международного кинофестиваля. «Панорама» — вторая по значимости конкурсная программа Берлинале, проходит 31-й год подряд[7].
- В 2010 году фильм участвовал во внеконкурсной программе «Кино на площади» на «Кинотавре»[18].
- Фильм был участником VIII Международного фестиваля кинематографических дебютов «Дух огня» в Ханты-Мансийске. Приглашение к участию в конкурсе «Российские дебюты — 2009» авторы получили на Берлинале[19].
- В 2011 году фильм участвовал на Международном фестивале фильмов о правах человека «Сталкер» (Москва)[20].
- В 2012 году фильм был представлен на симпозиуме по русскому кино в университете Питтсбурга (США)[21].

## Факты
- Слоган фильма «У каждого свои недостатки» — финальная фраза из фильма «В джазе только девушки»[12].
- Работая над ролью, актёр Даниил Козловский соблюдал жёсткую диету и тщательно изучал документальные записи травести-шоу и репетиций с Феликсом Михайловым, режиссёром «Весельчаков»[11].
- Образ Гели был взят с известного травести-актёра шоу «Райские птицы» Гертруды (Геннадия Антонюка).[источник не указан 937 дней]
- Финальные титры фильма идут под песню Лолиты Милявской «Остановите землю» (автор песни — Елена Кипер). Режиссёром клипа выступил Феликс Михайлов. В видеоролике певица в кинотеатре, на экране которого кадры фильма «Весельчаки»[22][23]. DVD-диск сопровождает видeоклип Лолиты и CD с музыкой к фильму Андрея Данилко[24].
- Выходу первого российского фильма на травести-тему было посвящено пристальное внимание ЛГБТ-сообщества России[25][26].